# Psylla kiushuensis
Psylla kiushuensis är en insektsart som beskrevs av Shinji Kuwayama 1908. Psylla kiushuensis ingår i släktet Psylla och familjen rundbladloppor. Inga underarter finns listade i Catalogue of Life.